# Eutanyacra hiemans
Eutanyacra hiemans là một loài tò vò trong họ Ichneumonidae.